# Улица Куршу (Рига)
Улица Ку́ршу (латыш. Kuršu iela) — улица в Видземском предместье города Риги, в микрорайоне Тейка. Начинается от улицы Лиелвардес, проходит в северо-восточном направлении, параллельно Бривибас гатве. Пересекает улицу Дзербенес и заканчивается перекрёстком с безымянным проездом, иногда рассматриваемым как часть улицы Стамериенас. С другими улицами не пересекается.
Общая длина улицы составляет 699 метров. На всём протяжении имеет асфальтовое покрытие. Разрешено движение в обоих направлениях. Общественный транспорт по улице не курсирует, но на улице Дзербенес есть остановка маршрутного такси «Kuršu iela».

## История
Улица Куршу возникла в 1934 году под своим нынешним названием, которое никогда не изменялось. Оно происходит от названия балтской народности курши.
6 зданий на улице Куршу является охраняемыми памятниками архитектуры местного значения, а дом № 14 (1934 г., архитектор Г. Вернерс) — памятником архитектуры государственного значения.